# SM-veckan 2014 (sommar)
SM-veckan sommar 2014 avgörs i Borås och är den femte sommarupplagan av SM-veckan. Tävlingarna arrangeras av Riksidrottsförbundet (RF), Sveriges Television (SVT) och Borås stad. Det blir första gången som tävlingarna arrangeras av Borås. Åtta städer ansökte om värdskapet för sommarveckan 2014 eller 2015. Förutom Borås ansökte Falun, Gävle, Göteborg, Jönköping, Nyköping/Oxelösund, Sundsvall och Uppsala. Borås tilldelades värdskapet den 15 juni 2012. Tävlingarna hålls bland annat på Ryavallen, Alidebergsbadet, Ryahallen, Borås Ishall, Stora Torget samt i Viskan vid Sandwalls plats och Grand Hotel.
SVT kommer att ha cirka 80 medarbetare på plats i Borås och räknar med att sända 80 timmar från tävlingarna, både i TV och direkt på webbtjänsten SVT Play.

## Sporter
| - Backe (bil, crosskart, MC) - Bangolf - Beachvattenpolo - Biljard - Boule - Brasiliansk jiu-jitsu - Brottning - Casting - Cykelsport (kortdistans) - Discgolf - Dragkamp - Flugkastning - Friidrott (lag-SM) | - Frisbee (allround) - Frisbee (ultimate) - Gångsport - Inlines - Jetski - Judo (shiai) - Kanotpolo - Konstflygning - Lerduveskytte (skeet) - Parkour/freerunning - Rally (sprint) - Rodd - Roller derby | - Rugby (7-manna) - Rullskidor - Segelflygning (aerobatics) - Simning - Squash - Streetbasket (3x3) - Styrkelyft - Superenduro - Taido - Tricking - Truppgymnastik - Tyngdlyftning - Öppet vatten-simning |

## Medaljsummering

### Backe
Plats: Himlabacken
| Gren             | Guld               | Guld         | Silver | Silver | Brons | Brons |
| MC               | Daniel Jansson     | Göta MSHonda |        |        |       |       |
| Sidovagn         | Daniel Andersson   | Film         |        |        |       |       |
| Crosskart 250 cc | Victor Johansson   | Vara MK      |        |        |       |       |
| Crosskart 650 cc | Peter Gillberg     | SMK Arboga   |        |        |       |       |
| Rallycross       | Andreas Israelsson | Vansbro MK   |        |        |       |       |

### Boule
Plats: Stora Torget
| Gren        | Guld             | Guld           | Silver | Silver | Brons | Brons |
| Damer       | Cajsa Qvarnström | Sörbyängens BK |        |        |       |       |
| Öppen klass | Rickard Nilsson  | Coccinelle PC  |        |        |       |       |

### Frisbee
Plats: Ryda sportfält
| Gren           | Guld            | Guld          | Silver | Silver | Brons | Brons |
| SCF (Allround) | Mike Beckmann   | Värnamo FC    |        |        |       |       |
| Precision      | Jonas Bengtsson | Södertörns FK |        |        |       |       |

### Parkour
Plats: Stora Torget
| Gren        | Guld              | Silver | Brons |
| Freerunning | Jakob Kopaczewski |        |       |

### Roller derby
| Gren  | Guld                   | Silver             | Brons             |
| Damer | Stockholm Roller Derby | Crime City Rollers | Dock City Rollers |

### Tricking
Plats: Stora torget
Herrar
| Gren        | Guld                   | Silver       | Brons         |
| Öppen klass | Sebastian ”Baz” Woxell | Teddy Agnvik | Michael Nunez |

### Tyngdlyftning
Plats: Tennishallen
Herrar
| Gren    | Guld               | Guld           | Silver | Silver | Brons | Brons |
| 62 kg   | Martin Zung        | Uppsala TK     |        |        |       |       |
| 69 kg   | Anton Hilmersson   | Mossebergs AK  |        |        |       |       |
| 77 kg   | Erik Jonsson       | Stockholms AK  |        |        |       |       |
| 85 kg   | Martin Rothwall    | Mossebergs AK  |        |        |       |       |
| 94 kg   | Calvin Keyser-Alen | Sundbybergs TK |        |        |       |       |
| 105 kg  | Stefan Ågren       | Uppsala TK     |        |        |       |       |
| +105 kg | Anders Andersson   | Klippans KK    |        |        |       |       |

Damer
| Gren   | Guld              | Guld           | Silver | Silver | Brons | Brons |
| 53 kg  | Susanne Johansson | Borlänge AK    |        |        |       |       |
| 58 kg  | Emma Enberg       | Mariestads AIF |        |        |       |       |
| 63 kg  | Angelica Roos     | Mossebergs AK  |        |        |       |       |
| 69 kg  | Carita Hansson    | ASK Eskilstuna |        |        |       |       |
| 75 kg  | Zita Cseh         | Spårvägens TLK |        |        |       |       |
| +75 kg | Cecilia Nilsson   | ASK Eskilstuna |        |        |       |       |

### Öppet vatten
Plats: Viskan, vid Sandwalls plats
| Gren   | Guld                  | Guld                  | Silver | Silver | Brons | Brons |
| Herrar | Ellen Olsson          | Skåre Swim Club       |        |        |       |       |
| Damer  | Anton Björck-Teuscher | Karlstads Simsällskap |        |        |       |       |